# 38628 후야

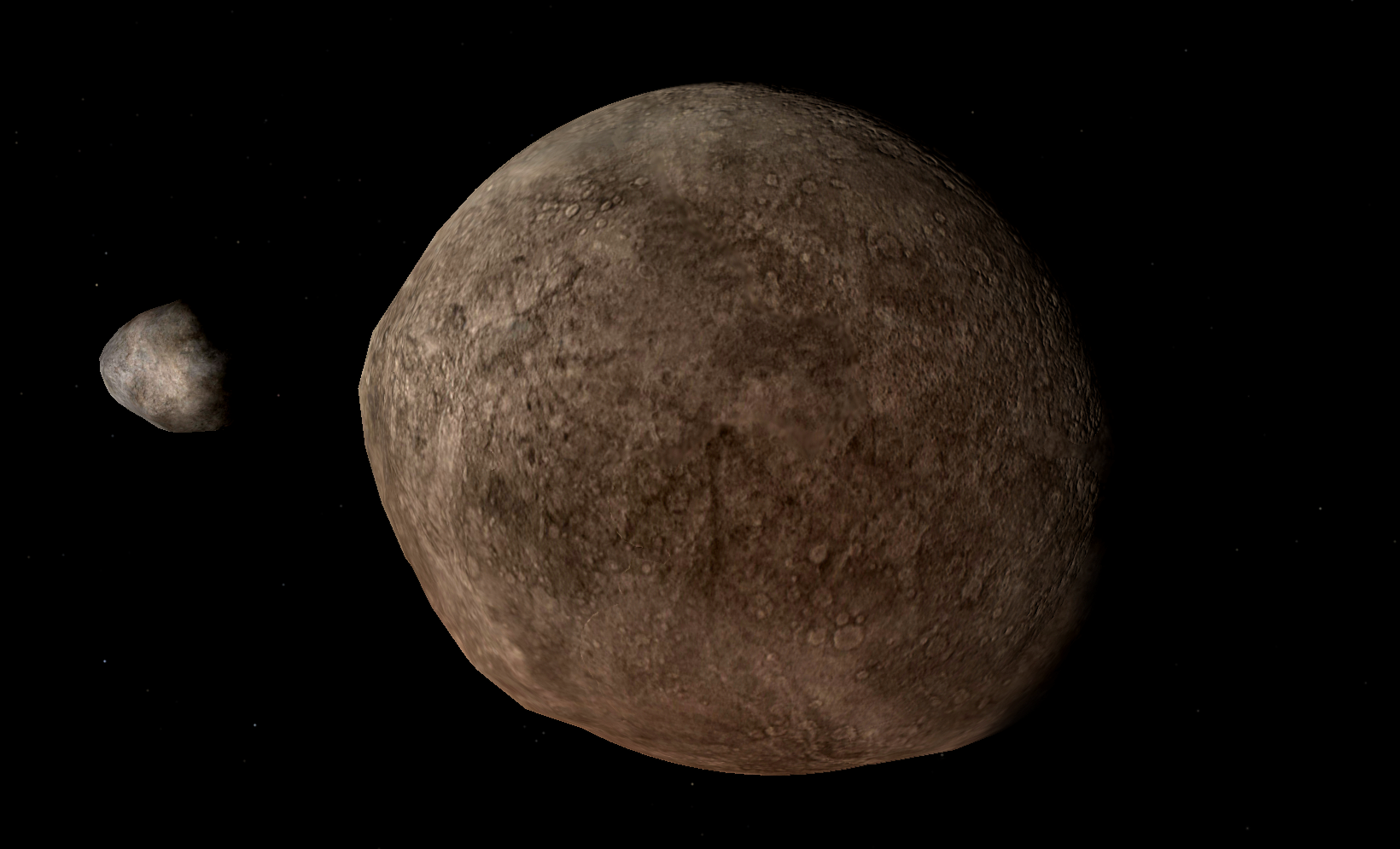

38628 후야 (38628 Huya, 임시 명칭: 2000 EB173)는 해왕성 너머에서 태양을 공전하는 카이퍼대의 소행성이자 해왕성 바깥 천체이다. 38628 후야는 해왕성과 3:2 궤도 공명을 이루는 명왕성족이다. 38628 후야의 이름은 남아메리카의 원주민인 와유족의 신화 속 비의 신인 후야의 이름을 따서 명명되었다.

## 물리적 특징
후야의 표면에 복잡한 유기 화합물이 있기 때문에 붉은 색을 띠고 있다. 후야 에서 얼음이 직접 발견되지는 않았지만, 표면에 물 또는 얼음이 있을 것이라 추측이 된다. 후야는 약 400km의 지름을 가진 중간 크기의 해왕성 바깥 천체로 분류된다.
후야는 태양을 39.8AU의 거리에서 251년 동안 한 번 공전하고 있다.

## 위성
후야는 S/2012 (38628) 1 또는 후야 I 로 지정된 자연 위성이 하나 있다. 이 위성은 후야에 비해 비교적 크고, 회전 속도가 느렸을 것으로 추측되었지만, 후야의 밝기 변화 측정 이후 결과에는 후야의 회전이 위성 궤도와 조석 고정이 되지 않았을 수 있음이 나타났다. 위성의 지름은 약 200km이다.